# Impacto ambiental de la aviación

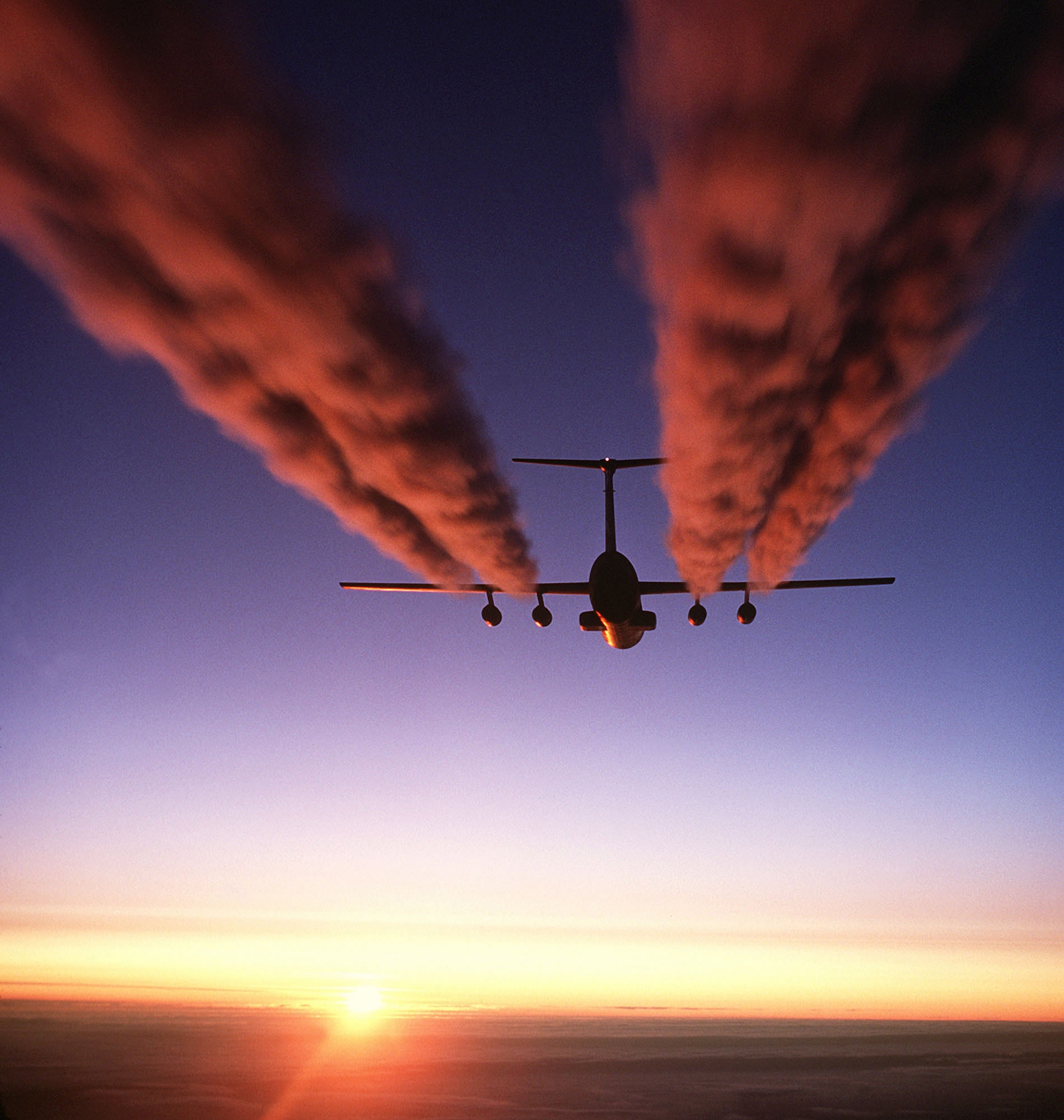
Estelas de vapor de un C-141 Starlifter sobre la Antártida.

Emisiones per cápita de vuelos nacionales e internacionales

Las emisiones de la aviación, comercial y militar, contribuyen notablemente al aumento del efecto invernadero. Esto se debe principalmente al dióxido de carbono (CO2) producido por la combustión del jet fuel (queroseno), así como a las estelas de condensación y a las nubes altas que, a veces, pueden generar.
El impacto ambiental del transporte aéreo es importante, pero difícil de evaluar con precisión. Además del CO2, un gas de efecto invernadero bastante fácil de reconocer cuyas emisiones representan entre el 2% y el 3% de las emisiones mundiales, los aviones son responsables de otras emisiones cuya contribución al efecto invernadero no ha sido evaluada con exactitud. En particular, las emisiones de los óxidos de nitrógeno (NOx), y las estelas de condensación y cirros (o cirrus) que se forman en ciertas condiciones, provocan indirectamente el calentamiento global. Por otra parte, la vida útil muy corta de las estelas de condensación, de los cirros y del ozono producidos por la degradación de NOx (de algunos minutos hasta algunos días) no permite asociar sus efectos a los del CO2, que tiene una vida en torno a los 100 años. Sin embargo, estos efectos hay que contabilizarlos ya que su impacto es y será de vital importancia mientras que haya aviones en el cielo.
Para calcular los efectos de todas las emisiones antropogénicas, el Panel Intergubernamental del Cambio climático (IPCC, por sus siglas en inglés) utiliza el forzamiento radiativo que mide las consecuencias de las actividades pasadas y presentes sobre la temperatura global. Este grupo estimó que entre 1790 y 2005 el forzamiento radiativo de la aviación representaba el 4,9% del forzamiento radiativo total; es decir, alrededor de tres veces más que el impacto del CO2 por sí solo. Debido al crecimiento rápido y continuo del transporte aéreo, cerca del 5% al año, y a la incapacidad de la industria de incorporar mejoras técnicas con la misma velocidad, su impacto ambiental no cesa de crecer.
Después de 15 años de negociaciones, el 6 de octubre de 2016 se firmó un acuerdo mundial que apuntó a reducir el impacto ambiental del transporte aéreo, con el apoyo de la Organización de Aviación Civil Internacional (OACI, una agencia de la ONU). En este, se propone solventar la ausencia de medidas con respecto al transporte aéreo en el Acuerdo de París de 2015, mejorar la eficacia energética (2% al año), introducir Combustible sostenible de aviación y evaluar el nivel que alcanzarán las emisiones de CO2 en 2020. Para ello, se instituye un sistema de compensación de emisiones de CO2 para la fracción de emisiones que superen el nivel calculado para 2020, además de una “canasta de medidas técnicas” adoptadas al mismo tiempo. Este sistema se traducirá en una venta de bonos de carbono por las compañías aéreas, y por otros sectores, por medio de una bolsa de intercambio (voluntaria a partir del año 2021 y obligatoria a partir del 2027). Son varias las organizaciones, entre ellas las ONG medioambientales, que han denunciado la falta de ambición de este acuerdo.
Las emisiones en aviación pueden variar sensiblemente dependiendo de la duración del vuelo. Las emisiones de CO2 varían desde un rango de 150 g/km por pasajero (240 g/milla por pasajero) para vuelos cortos hasta 110 g/km por pasajero (180 g/milla por pasajero) para vuelos largos.

## Cambio climático

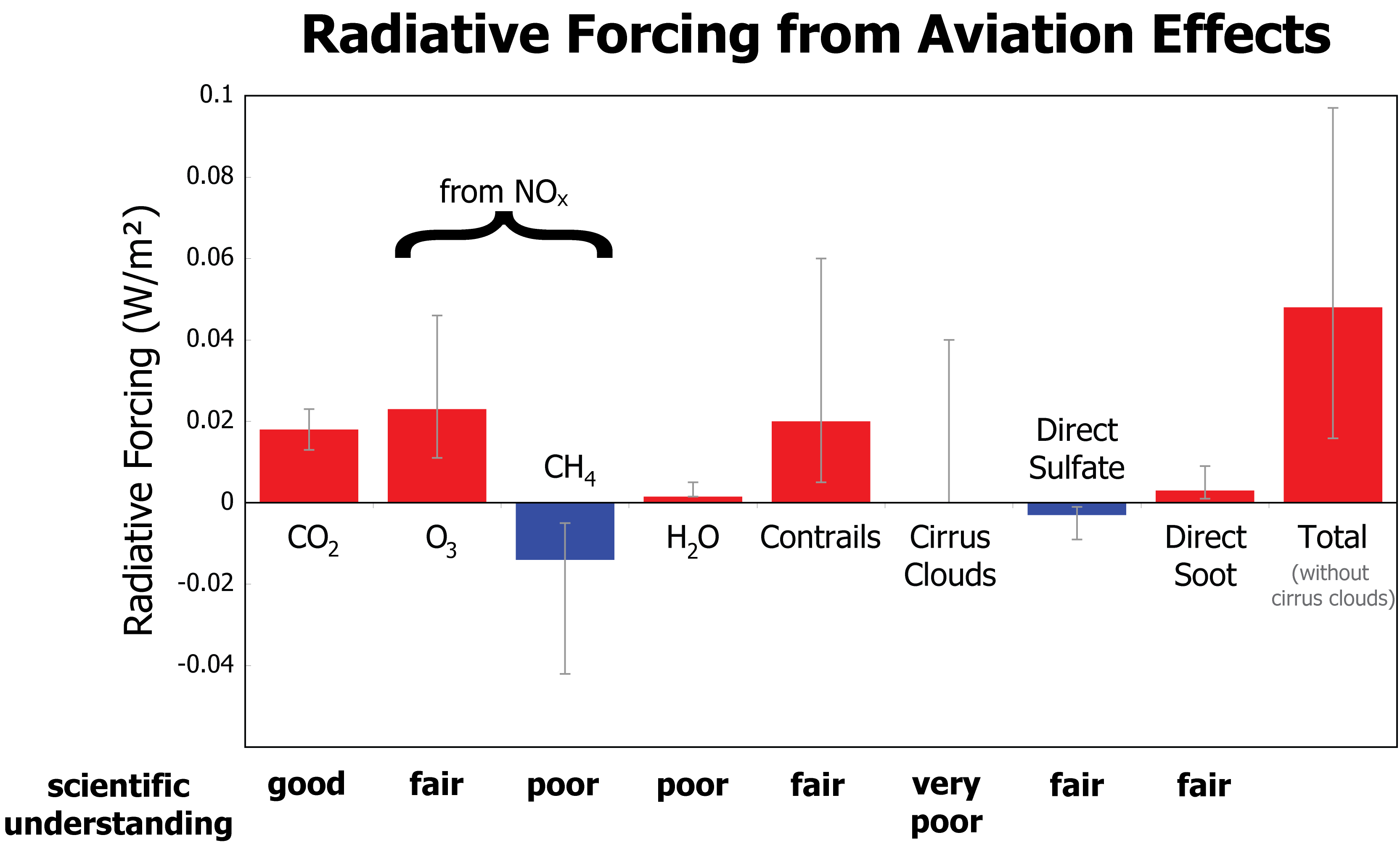
Forzamientos radiativos de las emisiones aéreas (gases y aerosoles) en 1992, estimación del IPCC.

Como todas las actividades humanas en las que se lleva a cabo una combustión, la aviación convencional emite CO2 a la atmósfera, entre otros gases, contribuyendo al calentamiento global. Existen otros tipos de aviación, que no se impulsan por combustión, aunque son minoritarios: el ala delta, el parapente, el planeador (si no emplea un combustible fósil) y vuelos humanos.
La combustión de carburante de aviación en los reactores produce principalmente CO2 y vapor de agua, y en menor medida contaminantes gaseosos como óxidos de nitrógeno (óxido nítrico y dióxido de nitrógeno) y partículas en suspensión (o aerosoles): 
- El CO2, cuya vida útil es bastante larga (alrededor de los 100 años), se mezcla de manera homogénea en la baja atmósfera y se acumula, contribuyendo al aumento continuo del efecto invernadero.
- El vapor de agua y los aerosoles tienen un impacto importante y similar, aunque de manera transitoria. Según la altitud de vuelo y las condiciones atmosféricas, el vapor puede condensarse, formando estelas de condensación que desaparecen en minutos, como mucho, o que se extienden y forman cirros. Estos pueden subsistir durante más tiempo. El agua se adhiere al ciclo del agua, salvo si esta se emite en la estratosfera.
- Los óxidos de nitrógeno son degradados por reacciones fotoquímicas que consumen metano (CH4) y producen ozono (O3). La eliminación de metano, uno de los gases de efecto invernadero (GEI) principales, contrarresta en parte el forzamiento radiativo del CO2. El ozono es otro gas de efecto invernadero que por el hecho de poseer un tiempo de vida corta generalmente no se cuenta como su equivalente CO2.
- Dependiendo del tipo de aeronave usada, se emiten además hollín, sulfatos, óxidos de azufre, monóxido de carbono (que se une con el oxígeno, produciendo CO2), tetraetilo de plomo (sólo en aviones con un motor de pistón) y radicales como hidroxilo, y se producen combustiones incompletas de hidrocarburos, que tienen un efecto nocivo.[4] Los aerosoles de vida útil muy corta (sólo duran mientras los aviones están volando) son responsables de un forzamiento radiativo importante que en la actualidad (la década de 2010) se considera superior al acumulado desde los primeros años de la aviación.

Por lo tanto, los aviones a reacción tienen un impacto acumulado de larga duración, vinculado a sus emisiones de CO2 y que subsiste durante más de cien años, y un impacto de corta duración, sobre el equilibrio radiativo de la atmósfera que desaparecería en algunos días si el tráfico aéreo cesase.
La industria aérea también contribuye a las emisiones de GEI a través de los vehículos del aeropuerto, de los coches privados usados por los pasajeros y los empleados para llegar a los aeropuertos, de la producción de energía usada en los edificios del aeropuerto, de la fabricación de aviones y de la construcción de infraestructura aérea. Esta situación se exacerba en la aviación militar, con las prácticas de disparo y bombardeo y debido a las aviones supersónicos (ya no existen aeronaves civiles supersónicas).
Se calcula que la contribución de las aviones civiles a las emisiones globales de CO2 es del 2%. Sin embargo, en el caso de las aerolíneas que frecuentemente vuelen a mucha altitud (cerca o en la estratosfera), existen efectos más allá del CO2 que pueden incrementar el impacto antropogénico del cambio climático significativamente. Este problema no se presenta en las aeronaves que operan a altitudes más bajas (en la troposfera), tales como balones, dirigibles, aeronaves ligeras, y helicópteros.

#### Forzamiento radiativo
El forzamiento radiativo (FR) expresa, en W/m², la variación del flujo de radiación resultante al nivel de la tropopausa (la cima de la atmósfera) relacionada con un factor de perturbación. El flujo de radiación resultante es la diferencia entre la potencia radiativa recibida y emitida. Un forzamiento radiativo positivo tiende a recalentar el sistema (se recibe más energía de la que se emite) mientras que uno negativo conlleva un enfriamiento (las pérdidas de energía sobrepasan las recibidas). El IPCC toma como referencia el año 1750 y su informe de 2014 arroja datos sobre el forzamiento radiativo en 2011.

### Mecanismos
Los aviones subsónicos contribuyen al cambio climático de cuatro modos:

#### Dióxido de carbono
Las emisiones de CO2 de los aviones son las más significativas y más conocidas. En la actualidad, se considera que los efectos de estas emisiones no dependen de la altitud (es decir, son similares al impacto atmosférico de las emisiones terrestres). Según un informe especial del IPCC, se calcula que en 1992 las emisiones de CO2 de los aviones correspondían al 2% de las emisiones antropogénicas totales y al 2,4% de las emisiones relacionadas con los combustibles fósiles. Como el transporte aéreo sólo se desarrolló a partir de los años 50, la concentración de CO2 en la atmósfera atribuido a este sector fue un poco más del 1% para ese año.
La combustión de 1 litro de queroseno libera 2,52 kg de CO2, a los cuales hay que añadir 0,52 kg debido a la extracción, el transporte y la refinación, es decir, una emisión total de 3,04 kg de CO2 por litro de combustible aéreo. Esto es igual a 3,81 kg de CO2 por kg de combustible, 0,312 kg por kW/h o 3.642 kg por tep (toneladas equivalentes de petróleo).
Según una asociación de expertos de la industria, el Grupo de Acción de Transporte Aéreo (ATAG, por sus siglas en inglés), en 2015 los vuelos fueron responsables de la emisión de 781 Mt de CO2 de un total de 35 Gt de CO2, es decir, constituyeron el 2.2% del total. Sin embargo, según las estadísticas de la Agencia Internacional de la Energía (AIE), la aviación consumió 288 Mtep de combustible a base de petróleo, equivalente a 1.029 Mt de CO2, es decir, al 3,2% de las emisiones de CO2 relacionadas con los combustibles fósiles.

#### Óxidos de nitrógeno
Los óxidos de nitrógeno no son GEI, pero reaccionan con componentes químicos presentes en la atmósfera a la altura a la que vuelan los aviones subsónicos (de 9 a 13 km, en la tropopausa). Pueden provocar las siguientes reacciones:
- La producción de ozono, de vida corta, que recalienta la temperatura en la superficie de la Tierra. A esa altitud, las emisiones de NOx producen más ozono que cerca del suelo y este provoca un recalentamiento más significativo. Así, el ozono producido es atrapado, sobre todo en el hemisferio norte, donde el tráfico aéreo es mayor. Además, el efecto de las concentraciones de O3 es regional y local (en contraste con el efecto global de las emisiones de CO2).
- La destrucción del metano, de una vida útil de 12 años, que se enfría. En 1992, se computa que el 2% de la concentración atmosférica de metano se debe al tráfico aéreo. Las emisiones de NOx reducen los niveles ambientales de metano, resultando en un efecto de enfriamiento climático. Pero este efecto no compensa el efecto causado por el O3 formado a partir de las emisiones de NOx.
- A la altura de los vuelos supersónicos, las emisiones de NOx destruyen la capa de ozono de la estratosfera.

#### Vapor de agua (H2O)

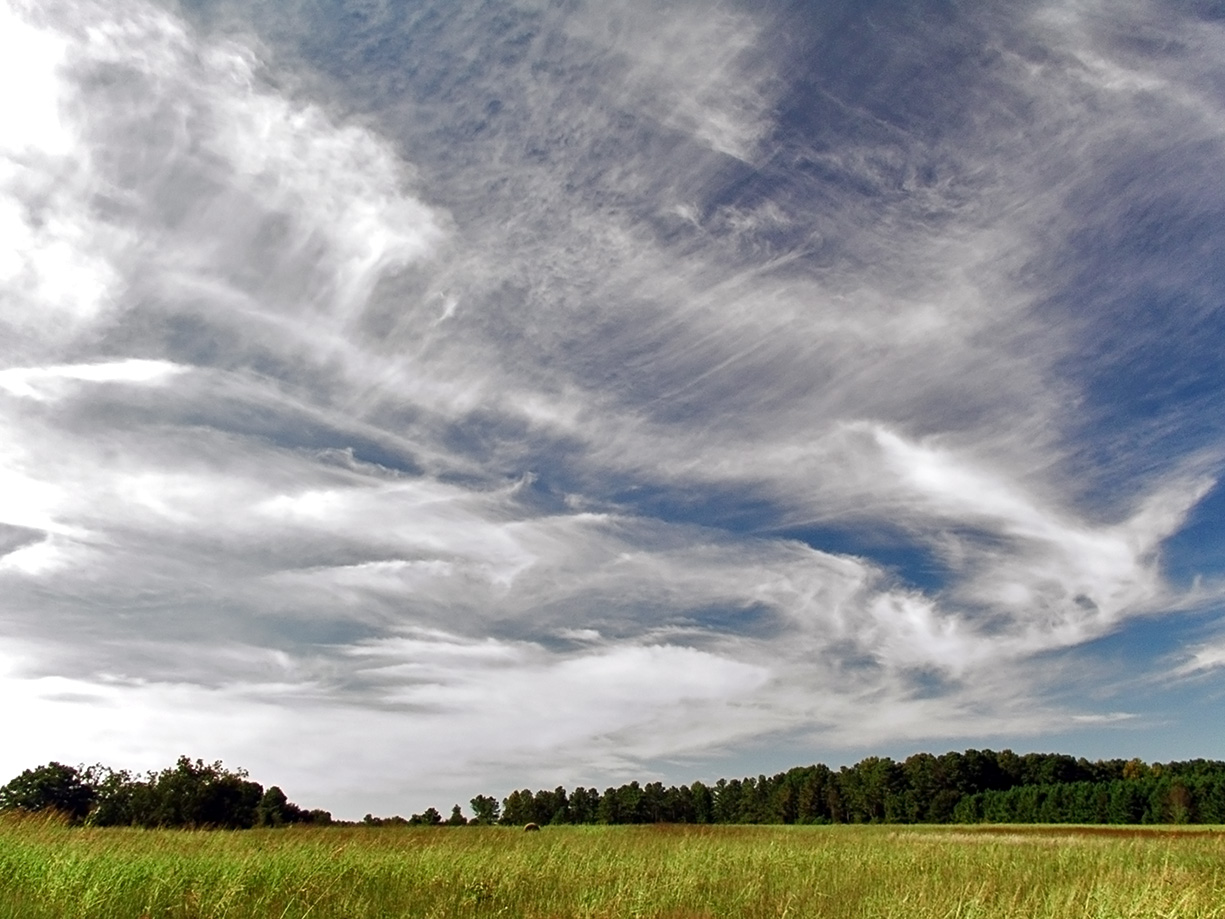
Formación de cirros.

El vapor de agua (otro GEI) emitido por los aviones subsónicos se convierte en lluvia en la troposfera en un lapso de tiempo de entre una y dos semanas. Además, una pequeña fracción del vapor se emite en la baja estratosfera, donde este se puede acumular. No obstante, el forzamiento radiativo del vapor de agua estratosférico es muy débil.

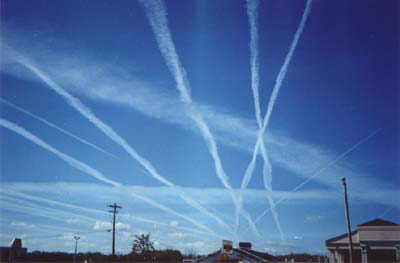
Estelas de condensación y cirros en formación.

Los reactores de los aviones emiten vapor de agua que puede formar estelas de condensación, nubes lineales visibles, persistentes cuando la atmósfera está sobresaturada de hielo y la temperatura es inferior a -40 °C. Estas están constituidas por cristales de hielo cuyo tamaño es, por lo general, inferior a los cristales que forman los cirros naturales. Su presencia tiende a recalentar la Tierra. Si bien reflejan una parte de la luz solar incidente, enfriando el planeta, el efecto invernadero que provocan predomina, recalentándolo. Se calcula que tienen un efecto de calentamiento menor al de las emisiones de CO2 o de NOx (SPM-2). Las estelas suelen ser causadas por aviones que vuelan a gran altura; con poca frecuencia se deben a aviones de baja altitud o de hélice.
El forzamiento radiativo de las estelas de condensación depende de su extensión global y de su espesor óptico, siendo este último difícil de evaluar con precisión. En 1992, la extensión media fue valorada en 0,1% de la superficie terrestre, con proporciones más elevadas en las regiones con un fuerte tráfico aéreo (0,5% en Europa central). Depende de la intensidad del tráfico aéreo y de la extensión de las zonas de sobresaturación, que puede variar con la evolución del clima.
De vez en cuando, las estelas de condensación se extienden, formando cirros que pueden persistir durante varias horas. Estos cirros artificiales producen un forzamiento radiativo positivo, cuya evaluación es bastante incierta debido a la imposibilidad de distinguir los cirros naturales de los artificiales. En promedio, un 30% de la superficie terrestre se encuentra cubierta por cirros. Diversos estudios muestran que en Europa esta cubierta nubosa ha aumentado entre el 1 y el 2 % cada una de las dos últimas décadas, sin determinar con certitud cuál era la causa.

#### Aerosoles
Los reactores emiten hollín como resultado de la combustión incompleta del combustible, así como sulfatos resultantes de la combustión de azufre contenido en pequeñas cantidades. Estos aerosoles sólidos tienen un efecto directo sobre la temperatura de la superficie terrestre: el hollín tiende a recalentarla y los sulfatos a enfriarla. Sin embargo, las cantidades emitidas son pequeñas en comparación con otras fuentes antropogénicas. Se cree que estos aerosoles están implicados en la formación de estelas de condensación, cirros y otras nubes. Sin embargo, se les incluye en el forzamiento radiativo de las estelas de condensación y de cirros inducidos. Su contribución al calentamiento global no se conoce con precisión, pero es más alta de lo que se pensaba anteriormente.

### Emisiones por kilómetro - pasajero
Las emisiones de aviones civiles por kilómetro-pasajero varían extensamente, dependiendo del tamaño de la nave, del número de pasajeros, de la altitud y de la distancia del vuelo. Además, los efectos de las emisiones a grandes alturas pueden ser mayores que las emisiones en altitudes más bajas. Algunos datos representativos de emisiones para vuelos civiles se dan en los estudios de LIPASTO de 2008 de Finlandia, en 2008:
- Vuelos domésticos de corta distancia (menos de 463 km): 259 CO2 eq/km-pasajero
- Vuelos domésticos de larga distancia (más de 463 km): 178 CO2 eq/km-pasajero
- Vuelos internacionales: 114 CO2 eq/km-pasajero

Estos números son similares a las emisiones de un vehículo terrestre de cuatro asientos con una persona a bordo.
British Airways estimó que las emisiones de CO2 de sus grandes jets son de 100 g/km-pasajero (esto no incluye la producción de otros contaminantes o de estelas).

### Efecto total
Según la evaluación realizada por el IPCC en su cuarto informe, el forzamiento radiativo debido a la aviación fue de 78 mW/m² en 2005 (de 38 a 139, con una probabilidad del 90%) y representó el 4,9% del forzamiento radiativo antropogénico total, es decir, alrededor de tres veces más que el impacto del CO2 emitido por los aviones. El IPCC no actualizó esta evaluación en su quinto informe, salvo en el caso de las estelas de condensación y cirros.
|                          | FR antropogénico total | FR antropogénico total | FR transporte aéreo | FR transporte aéreo | Porcentaje del transporte aéreo respecto al FR antropogénico total |
|                          | 2005                   | 2011                   | 2005                | 2011                | 2005                                                               |
| ------------------------ | ---------------------- | ---------------------- | ------------------- | ------------------- | ------------------------------------------------------------------ |
| Dióxido de carbono (CO2) |                        | 1.680                  | 25,3                |                     |                                                                    |
| Metano (por NOx)         |                        | -250                   | -10,4               |                     |                                                                    |
| Ozono (por NOx)          |                        | 140                    | 21,9                |                     |                                                                    |
| Aerosoles                |                        | -270                   | -1                  |                     |                                                                    |
| Vapor de agua            |                        |                        | 2                   |                     |                                                                    |
| Estelas de condensación  |                        |                        | 10                  | 10                  |                                                                    |
| Cirros                   |                        |                        | 30                  | 40                  |                                                                    |
| Total                    | 1.600                  | 2.290                  | 77,8                |                     | 4,9 %                                                              |

Si bien existe incertidumbre sobre el nivel exacto de impacto del NOx y del vapor de agua, la comunidad científica está convencida de que tienen un efecto relevante. Ya a principios de los años 2000, el Reino Unido (RU) destacó la necesidad de que la aviación haga frente a sus impacto total y no simplemente al impacto del CO2. Poco se ha hecho desde entonces.
El IPCC ha estimado que la aviación civil es responsable de cerca del 3,5% del cambio climático antropogénico, una figura que incluye tanto los efectos inducidos del CO2 como no CO2. El IPCC ha producido escenarios estimativos para 2050. La estimación central del caso es su contribución creciente al 5% del total de contribuciones al 2050 si no se toman medidas restrictivas a tales emisiones, y el escenario máximo es del 15%. Por otra parte, si otras industrias alcanzan reducciones significativas en sus propias emisiones de GEI, la cuota de la aviación como una parte de las emisiones restantes también podría aumentar.

#### Ponderación de las emisiones
El forzamiento radiativo mide la variación de la potencia de la radiación solar recibida por la Tierra debido a las actividades humanas desde el principio de la revolución industrial; refleja las consecuencias de las actividades pasadas y presentes.
Para evaluar las políticas de atenuación del calentamiento global es necesario integrar, dentro de una misma medición, los efectos futuros de todos los factores contribuyentes: tanto los efectos a largo plazo del CO2 como los efectos a corto plazo de otras emisiones ligadas a la actividad aeronáutica. Con este fin, se propusieron factores de ponderación para agregar el conjunto de las emisiones. Estos factores son los valores que se hallan al multiplicar las emisiones de CO2. Se han elaborado cinco factores sobre criterios físicos (el aumento del forzamiento radiativo y la temperatura) o económicos. Según los criterios establecidos, sus valores van desde el 1,3 hasta el 2,9.
En su comunicación, la industria del transporte aéreo, la Organización de la Aviación Civil Internacional (OACI), así como los poderes públicos, en su mayoría franceses, sólo mencionan una parte del CO2, el 2% de las emisiones mundiales, correspondiente a la estimación por parte del GIEC para 1992.

#### Factores de emisión del transporte aéreo
La huella de carbono de un vuelo en avión depende de varios factores, como la capacidad del avión y su tasa de ocupación.
| Número de pasajeros Distancia (km) | 0-50  | 50-100 | 100-180 | 180-250 | > 250 |
| ---------------------------------- | ----- | ------ | ------- | ------- | ----- |
| 0-1.000                            | 683   | 453    | 314     | 293     |       |
| 1.000-2.000                        | 906   | 314    | 258     | 216     |       |
| 2.000-3.000                        | 1.200 | 209    | 237     | 209     |       |
| 3.000-4.000                        |       |        | 230     | 230     | 251   |
| 4.000-5.000                        |       |        | 293     | 307     | 258   |
| 5.000-6.000                        |       |        | 286     | 230     | 223   |
| 6.000-7.000                        |       |        |         | 223     | 209   |
| 7.000-8.000                        |       |        |         | 202     | 209   |
| 8.000-9.000                        |       |        |         | 223     | 230   |
| 9.000-10.000                       |       |        |         | 216     | 223   |
| 10.000-11.000                      |       |        |         |         | 216   |
| > 11.000                           |       |        |         |         | 223   |

En general, las emisiones contaminantes de los medios de transporte de personas se miden por pasajero/kilómetro: se obtienen dividiendo las emisiones totales de un trayecto dado entre el número medio de pasajeros y la distancia recorrida. Las emisiones de CO2 por pasajero/kilómetro dependen de múltiples parámetros:
- El tipo de avión y su consumo de combustible,
- Su tasa de ocupación y su capacidad de transporte de carga,
- La distancia recorrida (en un vuelo corto, las fases de despegue y aterrizaje consumen proporcionalmente más combustible), y
- La altitud de vuelo.

La Base de Carbono, la base de datos públicos de factores de emisiones necesarios para la contabilidad del carbono administrada por la Aeme (Francia), proporciona factores de emisión según la distancia recorrida y el número de asientos del avión. Así, un viaje de Paris a Nueva York (de 5.863 km) en un avión de más de 250 asientos emite, en promedio, 223 g CO2 por eq/pasajero-km, de los cuales 101 g están relacionados con la combustión, 101 g con las emisiones fugitivas (de vida corta) y 21 g con la altitud del vuelo (mayor que normalmente), sumando un total de 1,3 t CO2 eq/pasajero. La incertidumbre es del 50%. Un viaje de ida y vuelta de Paris a Nueva York corresponde a ¼ de la media de las emisiones anuales de un francés. 
La calculadora de la Dirección General de Aviación Civil (DGAC), de Francia, provee las emisiones de CO2 totales para un viaje dado (producción y distribución del combustible, y combustión durante el vuelo) pero no toma en cuenta las otras emisiones que contribuyen al efecto invernadero.
Para comparar, el factor de emisión promedio de vehículos particulares en Francia fue, en 2018, 168 g CO2/km. Como la tasa de ocupación promedio del automóvil era 1,4 personas, la tasa promedio de emisión por pasajero fue de 120 g CO2/pasajero-km. Asimismo, el factor de emisión de un TGV (tren de alta velocidad) en Francia es de 4 g CO2 eq/pasajero-km.
Factores de emisión según la clase
Según un estudio del Banco Mundial publicado en 2013, las emisiones de CO2 del transporte aéreo dependen, en gran medida, de la clase escogida. Los pasajeros de primera clase y de clase ejecutiva tienen una huella de carbono 9 y 3 veces más grande que los pasajeros de clase turista, respectivamente. Esto se debe a que hay menos asientos por m² en esas clases, que su tasa de ocupación es menor y que sus pasajeros cargan más maletas.

### Reducciones potenciales
Las soluciones reales para disminuir el impacto del sector de la aviación son:
- Uso menor del avión. Empleo del tren para viajes menores a 800 km[23]
- Combustible sostenible de aviación
- Impuestos al queroseno e IVA

Las modernas naves civiles jet son significativamente más eficientes (y emiten menos CO2 en particular) que hace 30 años. Además, los fabricantes han previsto y se han comprometido a lograr reducciones tanto en emisiones de CO2 y de NOx con cada nueva generación de diseño de naves y motores. Así, la introducción acelerada de los aviones más modernos representa una gran oportunidad para reducir las emisiones por km-pasajero volados.
Otras oportunidades se derivan de la optimización de los horarios de las líneas aéreas, las redes de rutas y frecuencias de vuelo para incrementar los factores de carga (minimiza el número de asientos vacíos de vuelo), junto con la optimización del espacio aéreo.
Otro posible reducción del impacto del cambio climático es la limitación de la altitud de crucero de los aviones civiles. Esto llevaría a una reducción significativa en las estelas de vapor de alta altitud para un comercio marginal de compensación de tiempo de vuelo mayor y un aumento de 4% estimado en emisiones de CO2. Los inconvenientes de esta solución incluyen la capacidad del espacio aéreo muy limitado para hacer esto, especialmente en Europa y en América del Norte y la mayor quema de combustible porque los aviones a reacción son menos eficientes a altitudes menores de cruceros.
Sin embargo, el número total de pasajeros-km está creciendo a un ritmo más rápido al que los fabricantes pueden reducir las emisiones, y en la actualidad no existe una alternativa fácil a la quema de queroseno. Así, el crecimiento en el sector de la aviación civil, es probable que siga generando un volumen creciente de las emisiones de GEI. Sin embargo, algunos científicos y empresas tales como GE Aviation y Virgin Fuels están investigando la tecnología de los biocombustibles para su uso en aviones. Como parte de ese test, la Virgin Atlantic Airways voló un Boeing 747 del Heathrow Airport de Londres al aeropuerto de Ámsterdam (Schiphol) el 24 de febrero de 2008, con motores quemando una combinación de aceite de coco y de aceite de babasú. El director científico de Greenpeace Doug Parr fue un verdadero vuelo de "alta altitud greenwash" y que la producción de aceites orgánicos para hacer biofuel podría conducir a la deforestación y un gran aumento de las emisiones de GEI.
La mayoría de los aviones del mundo no son grandes aviones de pasajeros sino más pequeños y de pistón, y muchos son capaces de utilizar etanol de combustible, con cambios importantes. Aunque el etanol también lanza CO2 durante su combustión, las plantas cultivadas toman CO2 de la atmósfera mientras crecen, haciendo al combustible más cercano a un neutral cambio climático. Un grave problema es la elección del gobierno de EE. UU. de usar etanol del maíz, ya que toma más energía para producir que se devuelve, y desplaza tanto los cultivos de alimentos como aumenta el precio de los alimentos, y causa más degradación del suelo.
Si bien no son adecuadas para vuelos de larga distancia o transoceánicos, las naves de turbohélice usadas en vuelos nacionales (o de cabotaje) dan dos beneficios significativos: queman frecuentemente mucho menos fuel por km-pasajero, y típicamente lo hacen a más bajas altitudes, bien dentro de la tropopausa, donde no hay preocupaciones sobre la capa de ozono o la producción de estelas. Para vuelos más cortos, los servicios de taxi aéreo usan motores de aviación ligeros para cuatro a seis butacas dando menor impacto ambiental.

### Vergüenza de volar
La vergüenza de volar es el sentimiento de culpa ante los reconocidos efectos ambientales dañinos del transporte aéreo y su influencia en el cambio climático. Forma parte del movimiento por el transporte alternativo, que busca el desarrollo de políticas y tecnología en favor de la neutralidad de carbono en el transporte aéreo y el no uso de vehículos motorizados que sean propulsados por combustibles fósiles.
En Suecia lo llaman flygskam y comenzó como un movimiento propuesto por la sueca Maja Rosén quien dejó de volar en el 2008 «por razones ambientales». Greta Thunberg se apuntó a la tendencia en el 2015 y ese mismo año convenció a su madre —la mezzosoprano Malena Ernman — para que renunciara a viajar en avión en sus giras internacionales.
En noviembre de 2019 los vuelos interiores de Suecia bajaron un 11% y los de Alemania un 12 % siendo un factor importante de estos descensos la «vergüenza de volar».

### Reducción de viajes
Un método alternativo para reducir el impacto ambiental de la aviación civil es restringir la demanda de viajes aéreos. Un estudio del RU de 2006, Predecir y Decidir - Aviación, Cambio Climático y Políticas del Reino Unido, señala que un aumento del 10% del precio de los billetes de avión podría reducir la demanda entre un 5% y un 15%, y recomienda al gobierno británico que gestione la demanda en vez de frenarla. Según el informe, esto se lograría parando la expansión de todos los aeropuertos del país y limitando la demanda mediante instrumentos económicos para hacer que los vuelos sean un método de transporte menos atractivo. Otro estudio, publicado por la oenegé Aviation Environment Federation (AEF), concluye que imponiendo £9 mil millones de impuestos adicionales, la tasa anual de crecimiento de la demanda del sector de la aviación en el RU se reduciría un 2%. Por otro lado, el noveno informe de la Cámara de los Comunes de ese mismo país, Environmental Audit Select Committee, de 2006, sugiere al gobierno que replantee su política de expansión de aeropuertos y las formas con las que la demanda futura se controlaría (sobre todo a través de mayores impuestos) si la eficiencia del combustible no mejora rápidamente, de modo que las emisiones no estén autorizadas a aumentar en términos absolutos.

### Mitigación
Los defensores de la aviación promueven que el uso de biocarburantes y una mejora en la eficiencia del combustible convencional pueden reducir el impacto de la aviación (sus emisiones de GEI). En estos momentos, sin embargo, estamos a décadas de conseguir los cambios tecnológicos necesarios para reducir drásticamente la contaminación del sector.

## Ruido

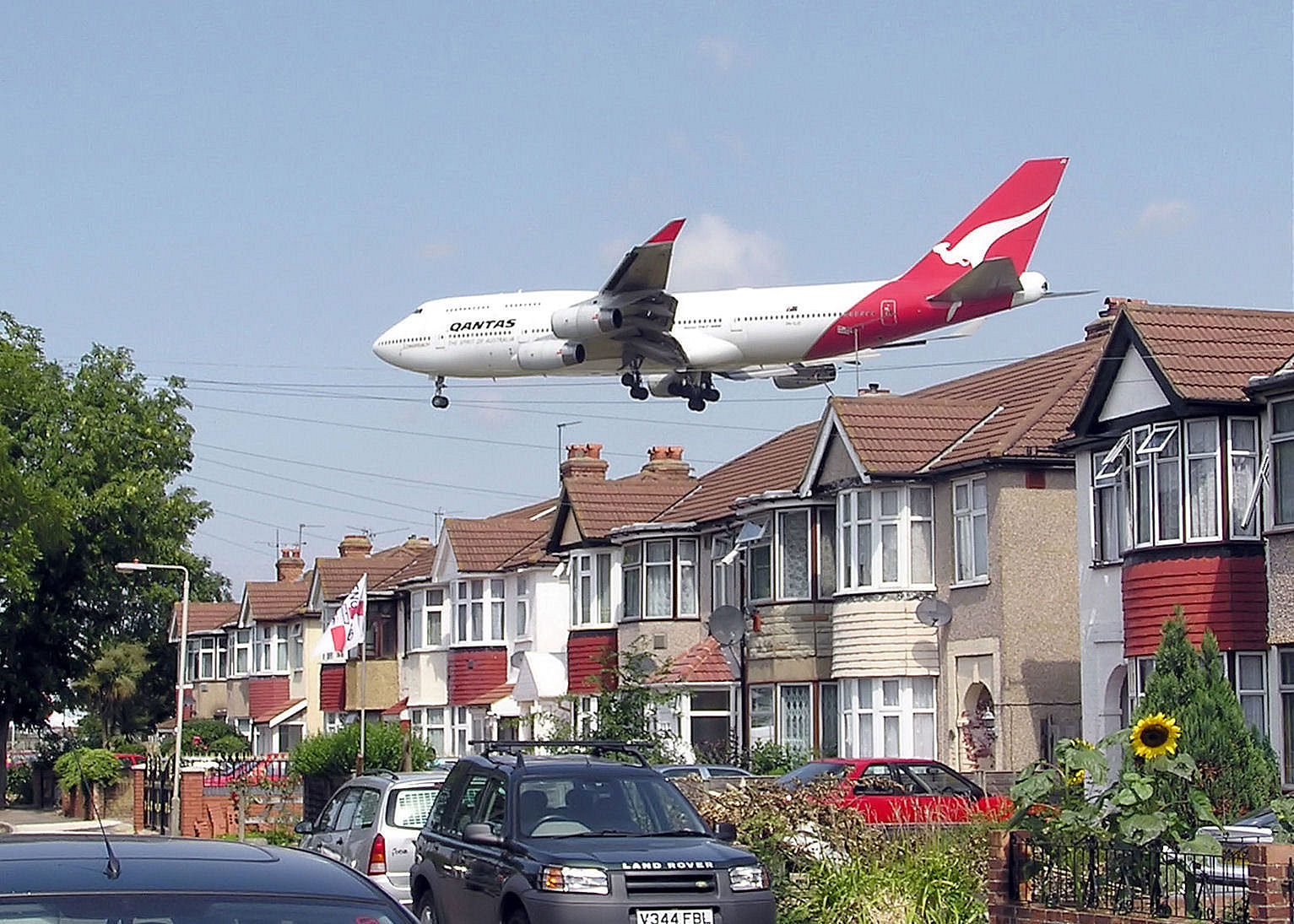
Un Boeing 747-400 de la compañíaQantas sobrevolando algunas casas próximas al aeropuerto de Heathrow de Londres, el más grande del Reino Unido.

El ruido de los aviones es visto por los grupos de defensa como algo muy degradable como para no conseguir la atención y la acción en su contra. Las cuestiones fundamentales son el aumento del tráfico en los aeropuertos más grandes y de ampliación del aeropuerto en los aeropuertos más pequeños y regionales.

## Calidad del aire
La aviación también tiene un impacto nocivo en la calidad del aire cerca de los aeropuertos debido al tráfico y congestiones de circulación área. Las principales emisiones que les afectan proceden del combustible de los aviones y vehículos empleados durante la prestación de los servicios de tierra, tales como el manejo de equipajes, y el abastecimiento, limpieza o seguridad de las aeronaves. 
Vinculadas a las emisiones también se extienden las partículas ultrafinas, diminutas partículas que alcanzan la mayor concentración en las zonas de aparcamiento de las aeronaves y permanecen en suspensión en el aire alrededor de los aviones debido a su tamaño nanométrico. Además, tampoco puede olvidarse la contaminación acústica generada por el ruido excesivo que causan los aviones.

## Otros impactos
Un balance exhaustivo de las emisiones de carbono del transporte aéreo debe incluir actividades vinculadas, como la producción, el mantenimiento y la eliminación de los aviones y de los aeropuertos. Como ejemplo, el grupo ADP realiza desde 2011 un balance anual de las emisiones de GEI de los aeropuertos de la región parisina. Hasta 2015, contabilizó un total de 82.000 t CO2/eq.

## Crecimiento del tráfico aéreo y su contribución al calentamiento global

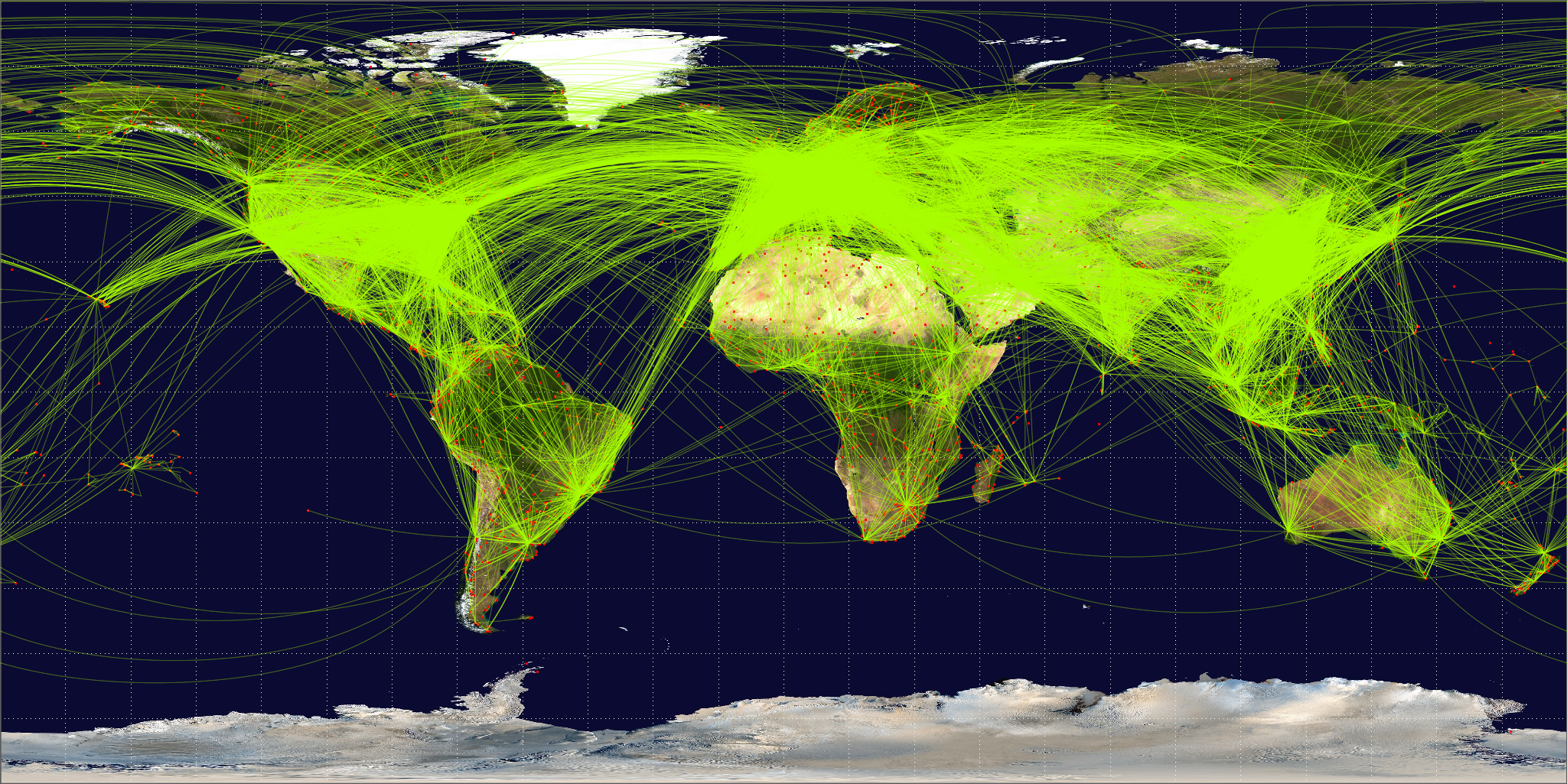
Mapa que ilustra la presencia e impacto ambiental creciente de los vuelos de larga distancia e intercontinentales. Muestra el carácter “nodal” de la red mundial del transporte aéreo, y su densidad en Europa, en Estados Unidos y, por lo general, en el hemisferio norte.

El tráfico aéreo mundial se duplica cada 15 años desde los años 70, lo que equivale a una tasa de crecimiento anual de 5% (muy por encima a la del PBI mundial).
Se favorece el crecimiento del tráfico aéreo debido a las compañías aéreas de bajo coste y a la ausencia de un impuesto al queroseno en vuelos internacionales y nacionales en la mayoría de los países (entre ellos, España).

### Transporte de pasajeros
En 2016, los vuelos regulares transportaron 3,7 mil millones de pasajeros (es decir, 10 millones de pasajeros al día), recorriendo 1.896 km de media. El número de pasajeros/kilómetros pagados (PKP) alcanzó los 7.015 billones, un aumento del 6,3% comparado con 2015: un crecimiento un poco menos insostenible que el del año precedente, de 7,1%. En 2017, la tasa de crecimiento aumentó del 7,6%.
Para el período 2017-2036, los fabricantes de aviones prevén que el tráfico de pasajeros continuará creciendo a un ritmo sostenido: 4.4% por año para Airbus y 4,7% para Boeing, una expansión ligeramente menor a las de 2015 y de 2016.
|                         | 1980 | 1990  | 2000  | 2010  | 2015  | 2016  | 2017  | 2018  |
| ----------------------- | ---- | ----- | ----- | ----- | ----- | ----- | ----- | ----- |
| Pasajeros (Millones)    | 642  | 1.025 | 1.674 | 2.707 | 3.558 | 3.797 | 4.071 | 4.300 |
| Crecimiento anual (%)   |      | 4,8   | 5     | 4,9   | 5,6   | 6,7   | 7,2   | 5,6   |
| Pasajeros-km (Billones) |      |       |       | 4.922 | 6.643 | 7.133 | 7.699 | 8.200 |
| Crecimiento anual (%)   |      |       |       |       | 6,2   | 7,4   | 7,9   | 6,5   |

El crecimiento del número de pasajeros se debe a una mayor demanda y a una oferta atractiva, propiciada por la aparición de aerolíneas de bajo precio y por la simplificación del proceso de reserva (ahora por internet). La demanda se ha estimulado por el auge del turismo internacional (que creció un 7% en 2017) y de la economía mundial, además de la globalización (que dispersa geográficamente cada vez más a las familias). Por eso, el 27% de los pasajeros coge el avión para visitar a su familia y a sus amigas; en comparación, el 53% lo hace por placer y el 14% por trabajo.

### Transporte de equipaje
El equipaje constituye una parte importante del transporte aéreo; aplicando el principio de que un pasajero y una maleta equivalen a 100 kg, se calculó que el equipaje correspondió al 22% de las emisiones del transporte aéreo en 2015. Sin embargo, su crecimiento es menor que el del tráfico de pasajeros. En 2015, 51 Mt fueron transportadas, en un recorrido de 3.678 km de promedio: lo que corresponde a 1.386 toneladas transportadas por kilómetro, un aumento del 1,7% con respecto al año precedente. En 2016, el crecimiento fue del 2,6%.
|                         | 1980 | 1990 | 2000 | 2010 | 2015 | 2016 | 2017 |
| ----------------------- | ---- | ---- | ---- | ---- | ---- | ---- | ---- |
| Toneladas-km (Billones) | 27   | 56   | 118  | 182  | 188  | 195  | 214  |
| Crecimiento anual (%)   |      | 7,5  | 7,8  | 4,4  | 0,7  | 3,8  | 9,5  |

### Impacto ambiental al alza
Las emisiones de CO2 y otros factores que contribuyen al efecto invernadero no cesan de aumentar; continúan haciéndolo en parte debido a que las mejoras tecnológicas de los aviones y la optimización de los procesos operacionales se encuentran lejos de ser suficientes para compensar el fuerte crecimiento del tráfico. Mientras que la OACI apunta hacia una mejora de la eficacia energética de la flota aérea del 2% por año, la industria del transporte aéreo sólo se comprometió a una mejora del 1,5% anual entre 2009 y 2020. El informe especial del IPCC publicado en 1999 muestra que la contribución de la aeronáutica al efecto invernadero aumentaría en todos los escenarios estudiados. Por lo tanto, otras industrias deberían lograr reducir su parte de manera significativa.

## Acuerdos internacionales
Suele decirse que el Convenio de Chicago de 1944, que instituyó la OACI, prohibió todo impuesto al combustible aéreo para vuelos internacionales. Sin embargo, sólo prohíbe gravar el queroseno que hay en los tanques de un avión al aterrizar en un país. Una serie de acuerdos bilaterales firmados más tarde y una resolución de la OACI de 1993 son las que impiden cualquier impuesto.

### Protocolo de Kioto
En la primera ronda del protocolo de Kioto, no se incluyeron las emisiones de GEI debidas al consumo de combustible en la aviación civil internacional y en la aviación militar; sí que lo fueron la contaminación del sector a nivel nacional y la energía empleada en los aeropuertos. Tampoco se mencionaron los efectos climáticos que no son causados por el CO2. En lugar de llegar a un acuerdo, los gobiernos acordaron trabajar a través de la OACI para reducir o limitar las emisiones y para encontrar una solución a la asignación de emisiones de la aviación internacional antes de la segunda ronda de Kioto en 2009 en Copenague.

### Mercado de Emisiones
Como parte de ese proceso, la OACI ha respaldado la adopción de un proceso abierto de sistema de comercio de derechos de emisión para llegar a emisiones de CO2 con objetivo de reducción. Directrices para la adopción y la puesta en práctica de un régimen global se están desarrollando actualmente, y fue presentado en la Asamblea de la OACI en 2007, aunque las perspectivas de un acuerdo global gubernamentales sobre la adopción de dicho sistema son inciertas. Dentro de la Unión Europea, la Comisión Europea resolvió incorporar la aviación al régimen de Comercio de Derechos de Emisión de la Unión Europea (ETS). El ETS se aplica desde 2012 a las emisiones de CO2 de la aviación a través de la directiva 2008/101/CE del 19 de noviembre de 2008. No obstante, frente a la oposición de 26 Estados no pertenecientes a la Unión Europea, la Comisión Europea propuso, en noviembre de 2012, aplazar la aplicación del régimen a los vuelos provenientes y con destino hacia el Espacio Económico Europeo (EEE) hasta que una solución internacional se encuentre, bajo el auspicio de la OACI. Sin embargo, la directiva continuó aplicándose a todos los vuelos nacionales y entre los 31 países europeos que ponen en práctica el ETS.

### Acuerdo de 2016 bajo los auspicios de laOACI
Después de más de 15 años de negociaciones, el primer acuerdo internacional con el fin de reducir el impacto ambiental del transporte aéreo fue firmado el 6 de octubre de 2016, en el seno de la OACI. Su objetivo es alcanzar las metas fijadas por la organización en 2010: mejorar la eficacia energética en 2% por año y disminuir las emisiones de CO2 al nivel acordado para el 2020. También apunta a resolver la ausencia de medidas concernientes al transporte aéreo en el Acuerdo de París. Asimismo, establece un sistema de compensación de las emisiones de CO2 para aquellas que sobrepasen el nivel acordado para el 2020, además de la “canasta de medidas” adoptadas al mismo tiempo:
- Modernización de la gestión del tráfico aéreo
- Aceleración de la introducción de nuevas tecnologías para reducir el consumo de los aviones
- Desarrollo y aplicación de combustibles alternativos duraderos

El sistema consolidado por la resolución A39-3 se denomina CORSIA (Programa de Compensación y de Reducción del Carbono en la Aviación Internacional, por sus siglas en inglés). Se traduce en la compra de créditos de carbono por parte de las compañías aéreas, además de otros sectores, mediante una bolsa de cambio (voluntariamente a partir de 2021 y de manera obligatoria a partir de 2026). El 23 de agosto de 2017, 72 Estados (que representan el 88% de toda la actividad aérea internacional) declararon aceptar los cambios voluntariamente. El sistema sólo concierne los vuelos internacionales entre países no exentos. Como no atañe a los vuelos nacionales, otras acciones pueden incluirse en el plan de acción presentado por los Estados en el marco del Acuerdo de París. Además, no toma en cuenta las emisiones de CO2 cuando las emisiones globales aeronáuticas son menores al 2%.
El acuerdo no debe costar más del 1,8% del ingreso por ventas de las compañías aéreas desde el año firmado hasta el 2035.
|                                 | Vuelos nacionales                                                                                        | Vuelos internacionales                                                                                           |
| Porcentaje del tráfico          | 40 % | 60 % |
| Acuerdo de París (CMNUCC, 2015) | Los planes de acción establecidos por los Estados pueden incluir acciones relativas a vuelos nacionales. | No aplicable. |
| OACI (39ª asamblea, 2016)       | No aplicable.                                                                                            | Límite de las emisiones de CO2 para el año 2020 mediante soluciones técnicas y medidas de compensación (CORSIA). |

#### Críticas
Varios países, como Rusia y la India, han criticado el acuerdo y por eso no participarán como miembros voluntarios, ya que, según ellos, los países emergentes deberán soportar una carga injusta. Por otro lado, numerosas voces han denunciado la falta de ambición del acuerdo:
- Para alcanzar el objetivo del Acuerdo de París es insuficiente limitar el calentamiento global a 2 °C, o incluso a 1 °C. El acuerdo no exige al sector aéreo evaluar su parte para lograrlo y autoriza un crecimiento casi ilimitado de la industria,[66][67][68][69]
- Al crear un mecanismo de compensación, una gran parte del trabajo deberá recaer sobre otros sectores de la economía. Además, se envía el “mensaje irresponsable de que el transporte aéreo va a lograr reducir las emisiones a cero”,[68][70]
- No influirá lo suficiente en el precio de los billetes de avión. Según la ONG “Transport et Environnement” (Transporte y Medio Ambiente, en francés), el coste adicional será “a penas un poco más que el precio de un café”,[71][72]
- Se refiere sólo a las emisiones de CO2,[72]
- Se refiere sólo al 25% de las emisiones, sólo concierne a los vuelos internacionales y prevé varias excepciones. Por otro lado, no afecta a las emisiones inferiores al nivel alcanzado en 2020,[73][69][70][72]
- Sólo tendrá efecto a partir de 2021 y de formar voluntaria hasta el 2027,[70][74]
- No incluye exigencias sobre la calidad de las compensaciones y los créditos de carbono vinculados a los bosques serán insuficientes y difíciles de utilizar, y[69]
- El cambio de créditos de carbono fue escogido porque era poco transparente y barato: habría sido preferible instituir un impuesto de carbono más claro y más fácil de poner en marcha o disponer de un sistema de cambio de cuotas que se adapte al sistema europeo.[72]

#### Organizaciones
- Flight Pledge
- GreenSkies Alliance
- AirportWatch
- Air Transport Action Group
- Aviation Environment Federation

#### Novedades
- What is the real price of cheap air travel? by Tom Robbins, The Observer, domingo 29 de enero de 2006

- Datos: Q295013
- Multimedia: Environmental impact of aviation / Q295013